# Греческая таверна
Таверна (греч. ταβέρνα) — маленький греческий ресторан, который подаёт блюда греческой кухни. Таверна является неотъемлемой частью греческой культуры и знакома людям из других стран, которые посещают Грецию, а также через создание таверн (греч. ταβέρνες, множество) в таких странах, как США и Австралия греческой диаспорой.

## История
Древнейшие свидетельства греческого ресторана, или таверны, были обнаружены в древней афинской агоре во время археологических раскопок, проведенных американской школой классических исследований в начале 1970-х годов. Была найдено большое количество блюд древнегреческой кухни и кухонной посуды, например тарелки, миски для смешивания, кастрюли с крышками, вертела для выпечки мяса, ступы для измельчения и растирания, а также кухонный колокольчик и различные кувшины. Кроме того, было обнаружено большое количество рыбных костей и остатков моллюсков, которые напоминают меню классической греческой таверны с устрицами, мидиями и большой рыбой. Ближайший винный магазин в Афинской Агоре, возможно, вместе с таверной подавали местное вино с Аттики, а также широкий выбор вин, импортируемых из Хиоса, Коринфы, Самоса и Лесбоса. В X веке нашей эры, таверны в Византийской империи, которые подавали чистое вино, зависели от комендантского часа, чтобы предотвратить насилие и бунт, вызванным алкоголем, как это зафиксировано в «Книге Епарха».

## Кухня
Типичное меню для таверны обычно включает многие, если не все из следующих пунктов:
- Хлеб, иногда пита
- Мясо, например баранина, свинина и говядина
- Салаты, например греческий салат
- Закуски или блюда, такие как дзадзики (йогурт, чеснок и огурец), мелидзаносалата (баклажановый соус), тирокафтери (взбитый сыр фета, с острым перцем и оливковым маслом), спанакопита и долма или долмадакья
- Супы, такие как авголемоно (яично-лимонный суп) и фасолада (бобовый суп)
- Макаронные изделия, такие как спагетти Неаполитано, паститсио (запечённые слои толстой пасты и смесь фарша с толстым слоем соуса бешамель)
- Рыбные блюда и блюда из морепродуктов, такие как свежая рыба, жареная соленая треска, подаваемая с скордалией (чесночным соусом), жареные кальмары и молодые осьминоги
- Запеченные блюда (магирефта), включая разнообразные сезонные овощные блюда, такие как мусака (баклажан или цукини, фарш и бешамель)
- Блюда на гриле, такие как сувлаки
- Вино, в том числе рецина, мавродафни и другие сорта греческого красного / белого вина
- Пиво
- Крепкие напитки, например узо, ципуро и метакса
- Фрукты
- Десерты, такие как пахлава, галактобуреко и т.д.

## Время работы
Таверны, как правило, открываются в 12:00, время ужина начинается в 20:00 и достигает пика около 22:00. С ростом туризма в Греции много таверн пытались привлечь иностранных посетителей, и нанимали «зазывал», которые используются во многих тавернах для привлечения туристов. Аналогично, таверны в туристических районах платят комиссии экскурсоводам, которые привлекают им туристов.

## Галерея
- Таверна в районе Анемомилос города Керкира.
- Хориатики, греческий салат, который обычно подают в тавернах